# 边际成本

顯示著邊際收益（MR，Marginal Revenue）的邊際成本曲線。
垂直（Y軸）為價錢，水平（X軸）為數量。

边际成本（Marginal Cost），亦作增量成本（Incremental Cost），在经济学和金融学中指的是每增產一單位的产品或多購買一單位的产品所增加的成本。
这个概念表明每一单位的产品的成本与总产品量有关。比如，仅生产一辆汽车的成本是极其巨大的，而生产第101辆汽车的成本就低得多，而生产第10000汽车的成本就更低了。这被称为规模经济。反之则为規模不經濟。
但是，考虑到机会成本，随着生产量的增加，边际成本也可能会增加。还是这个例子：生产一辆新车时所用的材料可能有更好的用处，所以要尽量用最少的材料生产出最多的车，这样才能提高边际收益。
边际成本和单位平均成本不一样，单位平均成本考虑了全部的产品，而边际成本忽略了最后一个产品之前的。例如，每辆汽车的平均成本包括生产第一辆车的很大的固定成本（在每辆车上进行分配）。而边际成本根本不考虑固定成本。
「边际成本定价」是销售財貨时使用的经营战略。其思想就是边际成本是財貨可以销售的最低价，这样才能使企业在经济困难时期维持下去。因为固定成本几乎沉没，理论上边际成本可以使企业无损失的继续运转。

## 其他成本的定义
1. 固定成本指不随着产出变化的成本，长期来看，所有的成本都可以看成变量。
2. 变动成本指营业成本、最初成本、间接成本和直接成本等。这些都随着产出而直接变化，例如劳动力、燃料、能源和原材料成本。
3. 平均成本指每一单位产出分担的总成本。
4. 平均固定成本指每一单位产出分担的固定成本。
5. 平均变动成本指每一单位产出分担的变动成本。